# Gang stalking
Ne doit pas être confondu avec Mobbing.
Pour les articles homonymes, voir Stalking et Harcèlement (homonymie).
Le gang stalking ou harcèlement en réseau, est une théorie du complot ou un délire de persécution dans lequel des personnes se pensent victimes d'un harcèlement de groupe.
Le gang stalking est à distinguer du harcèlement de groupe, ou mobbing.

## Description
Au début des années 2000, le terme « gang stalking » (ou parfois « harcèlement en réseau ») est devenu populaire pour décrire une l'expérience vécue par certaines personnes convaincues d'être surveillées ou harcelées de manière récurrente par plusieurs personnes ayant un objectif commun,,,,. Certaines personnes qui s'en déclarent victimes affirment que le gang stalking affecte tous les aspects de leur vie. Les personnes sujettes à cette expérience se désignent sous le terme de « targeted individuals » (T.I.s),, soit en français « personnes ciblées ». Elles sont souvent incapables de désigner le groupe qui les harcèlerait, mais elles mettent parfois en cause l'État, l'élite financière mondiale, des aliens, les franc-maçons, etc., se rattachant ainsi à d'autres théories du complot,.
Le gang stalking est considéré par les professionnels de la santé mentale comme une théorie du complot relevant d'un trouble psychique de type délire de persécution ou délire paranoïaque,,. Cette croyance issue de troubles psychotiques ne serait pas nouvelle, mais aurait gagné en visibilité grâce à Internet. Elle est susceptible d'avoir joué un rôle dans le passage à l'acte de tueurs de masse.

### Harcèlement électromagnétique
Une partie des personnes se disant victimes de gang stalking décrivent du harcèlement électromagnétique à leur encontre, l'utilisation d'armes psychotroniques, d'armes à énergie dirigées, du cyberharcèlement, de la suggestion hypnotique, réalisé par l'intermédiaire de logiciels, d'appareils électroniques et de méthodes de contrôle mental.

## Plaignants notables
- James Tilly Matthews (1770-1815), homme d'affaires anglais[10]
- Francis E. Dec (1926-1996), avocat américain[11]
- Gloria Naylor (1950-2016), romancière américaine[12]
- Isaac Brock (1975–présent), musicien américain[13]
- Corkin Cherubini[source secondaire souhaitée] (1944–présent)[14].

## Dans la culture populaire
Littérature
- Gloria Naylor, 1996, Third World Press (en), 2005[15].

Cinéma
- Le Grand Blond avec une chaussure noire (1972)
- The Truman Show (1998)
- Ennemi d'État (1998)
- Burn After Reading (2008)

Télévision
- Le Prisonnier (1967-1968)